# Brian Agler
Brian Agler (ur. 2 sierpnia 1958) – amerykański trener koszykarski.
14 października 2020 opuścił Dallas Wings.

## Osiągnięcia
Drużynowe
- Mistrzostwo:
  - WNBA (2010, 2016)
  - ABL (1997, 1998)
- Wicemistrzostwo WNBA (2017)

Indywidualne
- Trener roku:
  - WNBA (2010)[2]
  - ABL (1997)